# Missouri State Route 100
Die Missouri State Route 100, im St. Louis County auch Manchaster Road genannt, ist eine von Ost nach West verlaufende State Route durch den US-amerikanischen Bundesstaat Missouri. Der östliche Endpunkt befindet sich im Zentrum der Stadt St. Louis an der Einmündung in die Interstate 55. Das westliche Ende bildet die Einmündung in den U.S. Highway 50 in Linn, das im zentral gelegenen Osage County liegt. Die Straße ist 195 km lang und verläuft im Raum St. Louis meist auf der alten Route 66.

## Verlauf
In der Stadt Linn zweigt die State Route 100 vom U.S. Highway 50 nach Norden ab und erreicht bei Chamois den Missouri River. Dort wird der nördliche Endpunkt der Missouri State Route 89 erreicht. In Hermann wird der nördliche Endpunkt der Missouri State Route 19 erreicht. Weiter östlich kommt die Straße nach New Haven, von wo die State Route 100 entlang des Missouri über den nördlichen Endpunkt der Missouri State Route 185 nach Washington führt. Dort kreuzt die Missouri State Route 47. 
Hinter Washington endet der parallele Verlauf mit dem Missouri River und die Interstate 44 wird erreicht. Nordöstlich von davon wird das St. Louis County erreicht. Wenig später beginnt ein Abschnitt, der als Autostraße (Expressway) ausgebaut ist. In Wildwood kreuzt die Missouri State Route 109. In Ellisville, wo die Missouri State Route 340 kreuzt, endet der ausgebaute Abschnitt. Von hier an trägt die Route 100 die Bezeichnung Manchester Road. 
In Manchester kreuzt die Missouri State Route 141. Weiter östlich kreuzt die Interstate 270 und die Stadt Des Peres wird erreicht. In Kirkwood werden die gemeinsam verlaufenden U.S. Highway 61 und 67 gekreuzt. Im weiteren Verlauf führt die Route 100 durch Warson Woods, Glendale, Rock Hill, Brentwood, and Maplewood. 
Danach erreicht die Route 100 das Stadtgebiet von St. Louis. In der Innenstadt von St. Louis endet die Missouri State Route 100 an der Interstate 55.
Der längste Teil der Strecke der Missouri State Route 100 ist Bestandteil des Lewis and Clark National Historic Trail, der an die Lewis-und-Clark-Expedition erinnert. 
Zwischen St. Louis und der Interstate 44 entspricht der Verlauf der Route 100 der historischen Route 66. 